# Liste der Monuments historiques in Cognac
Die Liste der Monuments historiques in Cognac führt die Monuments historiques in der französischen Stadt Cognac auf.

## Liste der Bauwerke
| Bezeichnung                      | Beschreibung | Standort                                      | Kennzeichnung | Schutzstatus | Datum | Bild |
| -------------------------------- | ------------ | --------------------------------------------- | ------------- | ------------ | ----- | ---- |
| Schloss Cognac                   |              | (Lage)                                        | PA00104306    | Inscrit      | 1925  |      |
| Couvent des Récollets            |              | 60 rue d'Angoulême (Lage)                     | PA00104307    | Inscrit      | 1951  |      |
| Dolmen de Sèchebec               |              | 41, rue de l'Échassier (Lage)                 | PA00104308    | Classé       | 1930  |      |
| Kirche Saint-Léger               |              | 53, rue Aristide Briand (Lage)                | PA00104309    | Classé       | 1883  |      |
| Fontaine François Ier            |              | Place de la Fontaine (Lage)                   | PA00104310    | Inscrit      | 1925  |      |
| Hôtel Allenet                    |              | 32, rue de l'Isle d'Or (Lage)                 | PA00104311    | Inscrit      | 1973  |      |
| Niche d'angle de l'hôtel Allenet |              | rue de l'Isle d'Or; rue des Cordeliers (Lage) | PA00104320    | Inscrit      | 1925  |      |
| Hôtel Brunet du Boccage          |              | 4, rue Saulnier (Lage)                        | PA00104312    | Classé       | 1973  |      |
| Hôtel Duplessis                  |              | 12, rue du Plessis (Lage)                     | PA00104313    | Inscrit      | 1973  |      |
| Hôtel de l'Esclopart             |              | 3, rue Henri Germain (Lage)                   | PA00104314    | Inscrit      | 1973  |      |
| Hôtel de la Gabelle              |              | 6, rue Saulnier (Lage)                        | PA00104315    | Inscrit      | 1973  |      |
| Hôtel de Rabayne                 |              | 14, rue Magdeleine (Lage)                     | PA00104319    | Inscrit      | 1925  |      |
| Hôtel Verdelin                   |              | 35 bis 39, rue de l'Isle d'Or (Lage)          | PA16000039    | Classé       | 200   |      |
| Maison de la Lieutenance         |              | 7, rue Grande (Lage)                          | PA00104317    | Classé       | 193   |      |
| Gebäude                          |              | 31, rue de l'Isle d'Or (Lage)                 | PA00104318    | Inscrit      | 1973  |      |
| Gebäude                          |              | 9, place de l'Ancienne Halle (Lage)           | PA00104316    | Inscrit      | 1973  |      |
| Maison Martell                   |              | 7, place Édouard Martell (Lage)               | PA00135582    | Inscrit      | 1995  |      |
| Pavillon gothique                |              | Bd Denfert Rochereau (Lage)                   | PA00104321    | Inscrit      | 1944  |      |
| Porte Saint-Jacques              |              | Vieux Port (Lage)                             | PA00104322    | Inscrit      | 1925  |      |
| Priorat Saint-Léger              |              | 10, rue du Minage (Lage)                      | PA00104323    | Inscrit      | 1983  |      |

## Liste der Objekte
- Monuments historiques (Objekte) in Cognac in der Base Palissy des französischen Kultusministeriums